# Мурашинское сельское поселение
Мурашинское сельское поселение — упразднённое муниципальное образование в составе Мурашинского района Кировской области России.
Центр — посёлок Безбожник.

## История
Образовано Законом Кировской области от 28 апреля 2012 года № 141-ЗО путём объединения Безбожниковского, Боровицкого, Верхораменского, Даниловского, Октябрьского, Паломохинского и Староверческого сельских поселений.
К 2021 году упразднено в связи с преобразованием муниципального района в муниципальный округ.

## Состав
В состав поселения входят 34 населённых пункта (население, 2010):
| - посёлок Безбожник — 2363 чел.; - посёлок Волосница — 59 чел.; - посёлок Стахановский — 14 чел.; - посёлок Тылай — 105 чел.; - село Боровица — 165 чел.; - деревня Большая Коротаевщина — 1 чел.; - деревня Бошары — 0 чел.; - деревня Егоренки — 2 чел.; - деревня Заборщина — 34 чел.; - деревня Казаковщина — 52 чел.; - деревня Костенки — 0 чел.; - деревня Купренки — 0 чел.; | - деревня Нагибовщина — 0 чел.; - деревня Пермята — 79 чел.; - деревня Петруничи — 31 чел.; - деревня Поломка — 1 чел.; - деревня Романовы — 0 чел.; - деревня Сусловщина — 0 чел.; - деревня Шаровы — 0 чел.; - село Верхораменье — 191 чел.; - село Алексеевское — 0 чел.; - посёлок Березовский — 5 чел.; - деревня Крысановы — 0 чел.; - деревня Крюковцы — 7 чел.; - деревня Шубины — 1 чел.; - деревня Даниловка — 254 чел.; - посёлок Новый — 79 чел.; - посёлок Октябрьский — 1565 чел.; - село Паломохино — 405 чел.; - деревня Белененки — 0 чел.; - деревня Бовыкины — 15 чел.; - деревня Нижняя Зотинская — 15 чел.; - посёлок Шубрюг — 21 чел.; - станция Староверческая — 389 чел. |